# Alfredo Sangiorgi
Alfredo Sangiorgi (Catania, 25 ottobre 1894 – Merano, 18 luglio 1962) è stato un musicista e compositore italiano.

## Biografia
Nato a Catania nel 1894, iniziò gli studi musicali nella sua città con Francesco Paolo Frontini, quindi proseguì lo studio della composizione a Napoli, al Conservatorio San Pietro a Majella, sotto la guida di Antonio Savasta. Interrotti gli studi per lo scoppio della prima guerra mondiale (che lo vide al fronte sull'Adamello), si trasferì nel 1921 a Vienna dove fu, unico compositore italiano, allievo di Arnold Schönberg e successivamente di Joseph Marx. Tornato a Napoli si diplomò nel 1925. Svolse attività didattica al Liceo musicale di Sassari, ai Conservatorii di Palermo, di Parma e, dal 1940 sino alla sua scomparsa avvenuta nel 1962, al Conservatorio di Bolzano. Tra i suoi allievi Alearco Ambrosi, Bruno Mezzena e Aldo Clementi. Fu legato da profonda amicizia a Mario Pilati e Mario Castelnuovo-Tedesco.

## Stile
La sua scrittura musicale oscillò tra un recupero del modalismo arcaicizzante ed un cromatismo rivolto all'atonalità sino ad una più decisa adozione del metodo dodecafonico che ripropose nel secondo dopoguerra.

## Opere
Tra le sue composizioni ci sono:
- tre opere liriche:
  - La Bardana, opera in un atto, su testo di Alberto Colantuoni (1950 al Teatro San Carlo di Napoli)
  - La Nuova Colonia, opera in un prologo e tre atti, su testo di Luigi Pirandello (1952)
  - San Giovanni decollato, opera in tre atti, su testo di Nino Martoglio (1958)
- cantate e composizioni corali:
  - Cantata a Bellini,
  - L'album di Dodò,
- composizioni per orchestra:
  - Dieci variazioni su un tema della Norma
- musica da camera:
  - Tre invenzioni per violino, violoncello e pianoforte,
  - Sonata per violoncello e pianoforte
- Musica per pianoforte:
  - Tre pezzettini.